# 13565 Yotakanashi
13565 Yotakanashi eller 1992 UZ5 är en asteroid i huvudbältet som upptäcktes den 28 oktober 1992 av de båda japanska astronomerna Kazuro Watanabe och Kin Endate vid Kitami-observatoriet. Den är uppkallad efter amatörastronomen Yoichi Takanashi.
Asteroiden har en diameter på ungefär 12 kilometer.